# Насеризм

Символика насеристов: Орёл Саладина, триколор панарабских цветов и две зеленые пятиконечные звезды и надпись на арабском (Объединенная Арабская Республика)

Насеризм (араб. التيار الناصري‎: ат-тайяр ан-насири — движение Насера) — панарабское социалистическое движение, основателем которого был Гамаль Абдель Насер.

## Идеология
- Панарабизм (объединение всех арабов в одном государстве) — это исходный пункт насеризма[2].
- Cекуляризм[3] — насеризм носит подчеркнуто светский характер (бороды и хиджаб не приветствовались), а национальным героем считается Саладин, организовавший сопротивление арабов крестоносцам (Орёл Саладина). Лишь по мере ослабления насеризма в символику арабских государств стал проникать такбир.
- Джумхурия (араб. الجمهورية‎) — оптимальной формой правления признается президентская республика во главе с сильным лидером (араб. رئيس‎: раис), которому помогает представительный орган (араб. مجلس‎: меджлис). Выборы в меджлис проводились от организованных групп населения (рабочих, крестьян, студентов, предпринимателей).
- Революция (араб. ثورة‎: саура) — играет в насеризме большую роль, причем движущей силой революции являются не трудящиеся, а офицеры (араб. ضباط‎: дуббат)[4], что выражается в преобладании военной эстетики[5]. Революция подразумевает гарантирование равноправия, аграрную реформу, деколонизацию, национализацию экономики и индустриализацию.
- Арабский социализм (араб. اشتراكية‎: иштиракия) занимал существенное место в философии насеризма, поскольку победа над бедностью считалась приоритетной, равно как и предоставление широким слоям населения бесплатного образования и медицинской помощи[6]. Реализация социальной и антиимпериалистической программы требовала усиления роли государства (в т. ч. мухабарат). В отличие от марксистских партий, насеризм не отвергал религию, хотя и противостоял исламистским движениям. Также насеризм не настаивал на уничтожении частной собственности[7].

## Цитата
Расизм, применяемый империализмом в Израиле, основан не на цвете кожи, а на использовании религии; он не ограничился изгнанием арабского народа с его земли, но создает в сердце всей арабской нации империалистическую базу, препятствуя объединению арабской нации и создавая для нее угрозу

## Распространение

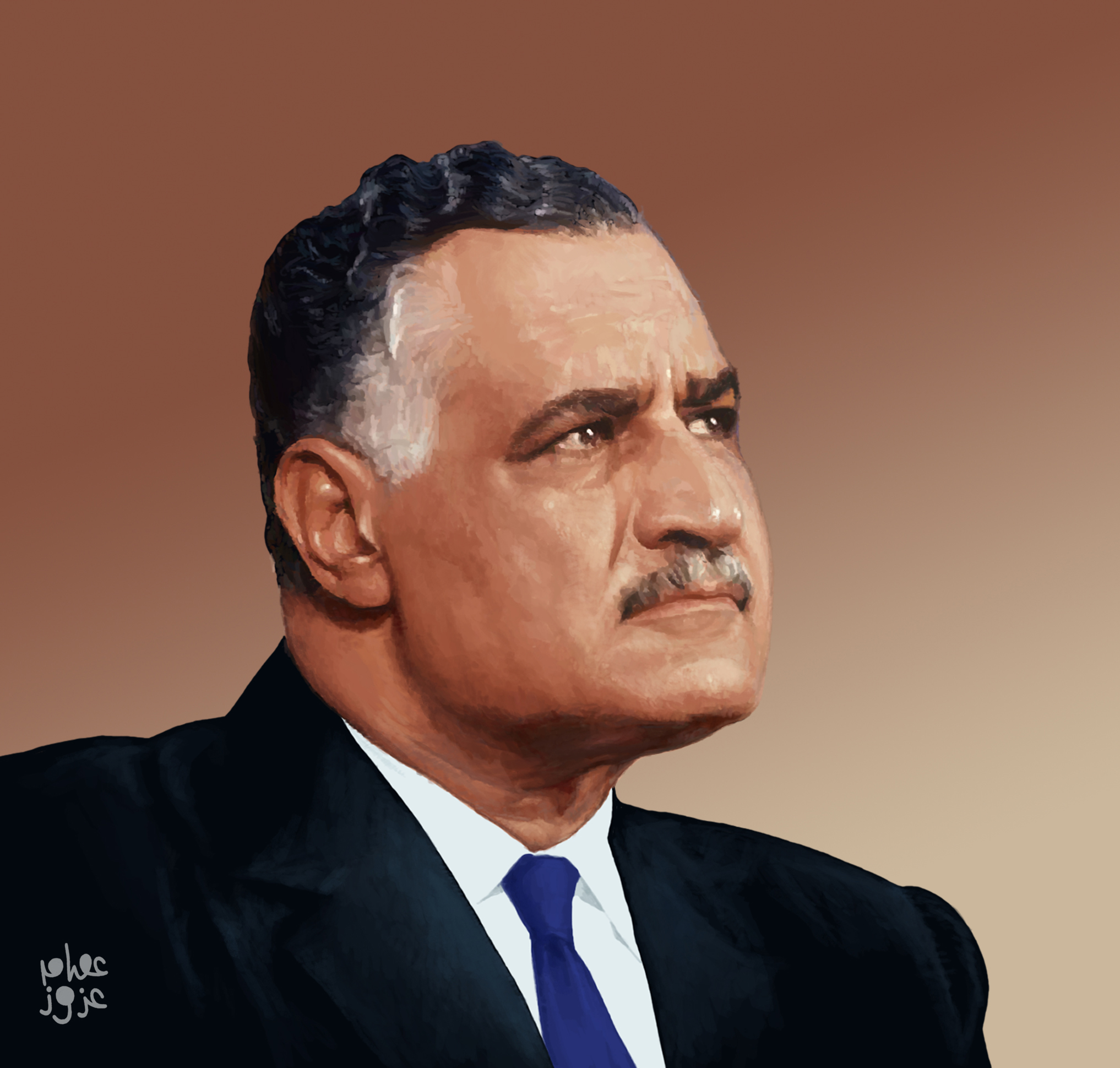
Гамаль Абдель Насер

Из египетского течения насеризм быстро стал общеарабским направлением. Формой реализации насеризма стала Объединенная Арабская Республика 1958 года (союз Сирии и Египта). В 1958 году насеристы свергли монархию в Ираке. В 1962 году насеристы устроили военный переворот в Йемене. В том же году офицеры-насеристы Джасема Альвана активизировались в Сирии. Вскоре насеристы распространили свою власть на Ливию, устроив там революцию 1969 года. В том же году насеристы захватили власть в Судане. В арабском мире насеристам противостояли лишь исламисты (как суннитского, так и шиитского толка), арабские монархии и ливанские христианские фалангисты.
В XXI веке насеристы сохраняли свое влияние в Ливане («Аль-Мурабитун»)

## Насеризм после Насера
При Анваре Садате насеризм перешел на более умеренные позиции, проводя политику «открытых дверей» (инфитах). Садат критиковал движение, заявляя, что его сторонники добиваются расположения народа. Он проводил политику уничтожения насеризма. В частности, Садат отклонил проект создания насеристской партии, тем самым не дав движению стать политической силой.
Политика Садата вызвала протест у части насеристов. Несмотря на то что насеризм имел много сторонников, отсутствие политической поддержки и опыта борьбы против власти не дали движению развиться в Египте в политическую партию.
В XXI веке насеризм перешел в оппозицию. Представителем этого движения является Хамден ас-Сабахи.